# Aponogeton desertorum
Aponogeton desertorum là một loài thực vật có hoa trong họ Aponogetonaceae. Loài này được Zeyh. ex Spreng. mô tả khoa học đầu tiên năm 1828.